# Route nationale 28
La route nationale 28 (RN 28 o N 28) è una strada nazionale lunga 209 km che parte da Rouen e termina a Bergues.

## Percorso
Comincia nel punto in cui si incrociano le ex N14 e N15 e collegandole all’A28 che le corre parallela per la prima metà del percorso. Questo è l’unico tratto in cui si è conservata la numerazione originaria: dal punto in cui inizia l’autostrada la nazionale è stata declassata a D928. Dopo Bois-Guillaume non incontra alcun centro di rilievo:
i principali paesi attraversati sono Isneauville Neufchâtel-en-Bray.
Arrivata ad Abbeville, dove passa la N1 (oggi declassata a D1001) con cui condivide un breve tratto, l’ex N28 prosegue nella stessa direzione. Serve Hesdin e Saint-Omer, infine si conclude innestandosi sulla N16, poco a sud di Bergues e in direzione di Dunkerque.